# Тататунга
Тататунга (монг. Тататунга?, ᠲᠠᠲᠠᠲᠤᠩᠭ᠎ᠠ?; уйг. تاتاتوڭا‎; кит. 塔塔統阿) — уйгур, писец на службе у Чингисхана, в начале XIII века адаптировавший староуйгурский алфавит для записи монгольского языка.

## Биография
Первоначально Тататунга служил писцом при найманском хане Таяне и был хранителем его золотой печати. После разгрома найманов Чингисханом в 1204 году Тататунга, спрятав печать, пытался бежать, но был схвачен монгольскими войсками. Согласно «Юань ши», когда Чингисхан спросил Тататунгу, зачем тот продолжает носить печать, когда найманы покорены, Тататунга ответил, что стремится «сберечь и сохранить то, что получил от покойного государя». Впечатлённый преданностью Тататунги, Чингисхан взял его себе на службу, приказав обучить знать уйгурскому письму.
Точки зрения относительно времени принятия монголами письма разнятся: так, японский исследователь Тамуро Двицудзо полагает, что оно могло быть введено либо в 1189, либо в 1204—1206 году. Советский монголовед Н. Ц. Мункуев наиболее предпочтительным считал 1204 год; монгольский историк Далай Чулууны и вовсе настаивал на том, что монголы использовали уйгурское письмо ещё до пленения Тататунги. Как бы то ни было, староуйгурское письмо, претерпев значительную модификацию, стало старомонгольским и используется и по сей день. 
Существует предположение, что авторству Тататунги также принадлежит «Сокровенное сказание монголов» — литературный памятник XIII в., посвящённый истории Чингисхана и его рода. В частности, в пользу данной точки зрения ещё в 1911 году высказывался японский учёный Канаи Ясузо. Большинство историков относятся к версии Ясузо скептически, отмечая, что Тататунга, поступивший на службу к Чингису только в 1204 году, вряд ли был осведомлён о более ранней деятельности монгольского владыки, чтобы настолько подробно изложить её в «Сказании»; более того, исследователи находят крайне сомнительным тот факт, что Тататунга, будучи автором памятника, ни разу ни упомянул в нём о себе.   
Тататунга умер в годы правления сына Чингисхана Угэдэя; известно, что его сыновья находились на службе у великого хана Хубилая.

## Образ
Тататунга является одним из персонажей китайского сериала «Чингисхан», а также исторического романа советского писателя И. К. Калашникова «Жестокий век».